# Kőtörőfű
A kőtörőfű vagy kőrontófű (Saxifraga) a kőtörőfű-virágúak (Saxifragales) rendjébe, ezen belül a kőtörőfűfélék (Saxifragaceae) családjába tartozó névadó típusnemzetség.
A latin „saxifraga” szó szerint „kőtörőt” jelent, a latin saxum (kő) + frangere (törni) szóból. Általában úgy gondolják, hogy ez inkább a húgyúti kövek (az úgynevezett vese- vagy hólyagkövek) kezelésére való gyógyászati felhasználásra utal, mintsem a sziklák széttörésére.

## Származásuk, elterjedésük
A fajok többsége az északi féltekén, azaz Észak-Amerikában és Eurázsiában, a hidegebb mérsékelt övben, a sarkvidéken, illetve a magashegységekben él. Európában alpin flóraelemnek számítanak. Azonban vannak dél-amerikai és afrikai fajok is.

## Megjelenésük, felépítésük
Növekedési formáik nagyon változatosak, így például párnás és tőlevélrózsás fajaik is vannak. A tőlevélrózsás fajok szára kevésbé leveles. A szeldelt levelek szélén mirigyek is lehetnek. Virágaik ritkán magányosak: többnyire ágas-bogas virágzattá egyesülnek. A kis, kerek virágok fajtától függően bordók, rózsaszínek vagy pirosak.

## Életmódjuk, élőhelyük
Többségük évelő. Különböző méretű rozettáik sűrű párnát alkotva a sziklagyepek több fajtájában dominánsak. Nevüket onnan kapták, hogy gyökerük mélyen és erősen befurakodik a sziklák hasadékaiba, azokat lassanként kitágítja, és ezzel elősegíti a sziklák szétrepedezését és széthullását. A legtöbb faj virágai április-májusban nyílnak.

## Felhasználásuk
Több faját, hibridjét, kertészeti változatát dísznövénynek sziklakertekbe ültetik. Főleg veseköves betegeknek ajánlott.
Magyarul kőtörőfűnek nevezik az Amerika trópusi vidékein honos Phyllanthus nirurit és a Phyllanthus amarust is, az előbbi növény segíthet az epe- és vesekövek feloldásában; a Saxifraga fajok nem hatékonyak ilyen téren.

## Lásd még
- Phyllanthus niruri - amerikai kőtörőfű